# Philippe Auguin
Pour les articles homonymes, voir Auguin.
Philippe Auguin est un chef d’orchestre français né à Nice en 1961. Il est actuellement directeur musical de l’Orchestre philharmonique de Nice et du Washington National Opera.

## Biographie
Philippe Auguin se passionne dès la jeunesse pour les compositeurs autrichiens Alban Berg, Arnold Schönberg et Anton Webern et part donc étudier la musique à Vienne avant de poursuivre à Florence. Deux personnalités majeures de la musique orchestrale auront une influence sur lui, en effet il sera l’assistant d’Herbert Von Karajan puis de Georg Solti . Auguin commence sa carrière en dirigeant l’Orchestre symphonique de Vienne en 1989. Dès lors il multipliera les collaborations, dirigeant les orchestres les plus prestigieux comme ceux du Metropolitan Opera ou de La Scala de Milan et en participant à de nombreux festivals réputés, à l’exemple du Festival de Ravenne ou de celui de Hong-Kong.
En 2010, Philippe Auguin est nommé directeur musical de l’Opéra National de Washington, devenant ainsi le seul directeur musical français d’opéra aux États-Unis . La même année il se retrouve également à la tête de l'orchestre philharmonique de sa ville natale, Nice.

## Répertoire
Philippe Auguin a interprété un répertoire très large d’œuvres, ignorant les frontières musicales : « Je n'avais pas 30 ans qu'on me faisait diriger Wagner en Allemagne et Verdi en Italie ». Ainsi il dirige des œuvres de compositeurs aussi variés que Mozart, Bruckner, Stravinsky ou Bartók, tout en interprétant les œuvres de compositeurs contemporains tels que Hans Werner Henze, Peter Maxwell Davies ou Pierre Boulez.
En outre, Auguin a dirigé l’ensemble des symphonies de Mahler.
Récemment, il a reçu des accueils très positifs après des représentations de Salomé de Strauss et du Crépuscule des Dieux de Wagner.